# João Rafael dos Santos
João Rafael dos Santos (nascut el 17 de març de 1960 a Faro, Algarve), conegut com a Skoda, és un antic futbolista professional portuguès que va jugar com a migcampista central.